# Hi-Fi / Nie będę Julią
Hi-Fi / Nie będę Julią – pierwszy singiel grupy Banda i Wanda, promujący jej album Banda i Wanda.

## Lista utworów
Strona A
1. "Hi-Fi" (4:42) (muz. W. Trzciński / sł. A. Sobczak)

Strona B
1. "Nie będę Julią" (3:43) (muz. W. Trzciński / sł. M. Wojtaszewska)

## Twórcy
Zespół
- Wanda Kwietniewska – śpiew
- Marek Raduli – gitara
- Jacek Krzaklewski – gitara
- Henryk Baran – gitara basowa
- Andrzej Tylec – perkusja

Personel
- Reżyser nagrania – Piotr Madziar
- Zdjęcie i projekt koperty – Maciej Mańkowski
- Operator dźwięku – Przemysław Kućko

## Listy przebojów
| Lista                              | Pozycja                           |
| ---------------------------------- | --------------------------------- |
| Lista Przebojów Programu Trzeciego | "Hi-Fi": 14, "Nie będę Julią": 19 |
| Radiowa Lista Przebojów Programu I | "Hi-Fi": 1, "Nie będę Julią": 3   |